# Linda Yaccarino
Linda Yaccarino (Long Island, Nova York, 21 de desembre de 1963) és una executiva de televisió estatunidenca. Va ser la presidenta de vendes de publicitat per a NBCUniversal d'ençà del 2011. El 12 de maig de 2023, el magnat Elon Musk anuncià que Yaccarino havia estat designada com a nova executiva en cap de dues de les empreses sota el seu poder: X Corp i Twitter.
Yaccarino va anunciar la seva dimissió de X el 9 de juliol del 2025 i és d'ençà del 5 d'agost del mateix any directora executiva de eMed, una companyia de telesalut amb seu a Miami.

## Biografia
Linda Yaccarino va néixer al si d'una família d'origen italià. Té dues germanes: una germana gran, Kate, i una germana bessona, Lori. Es crià a Deer Park (estat de Nova York) i va estudiar a l'Institut de Deer Park. Cursà estudis superiors a l'Escola de Comunicació Donald P. Bellisario de la Universitat Estatal de Pennsilvània, on obtingué una llicenciatura en Telecomunicacions l'any 1985.
Posteriorment, treballà durant dinou anys a Turner Entertainment. Allà assolí la posició de vicepresidenta executiva i més tard, també de directora d'operacions publicitàries —sector en el qual jugà un paper cabdal en el desenvolupament de solucions innovadores de publicitat i màrqueting. A l'octubre del 2011 va arribar a NBCUniversal on va ocupar diversos càrrecs. Com a cap de vendes de publicitat de la companyia, tingué un rol fonamental en el llançament del servei de streaming Peacock.
El 2014, Yaccarino es va integrar a l'Ad Council, una entitat sense ànim de lucre que produeix, distribueix i promou anuncis de servei públic. El 2018, el president Donald Trump la va nomenar al Consell del President sobre Esports, Fitness i Nutrició. Entre el gener del 2021 i el 30 de juny del 2022 ocupà el càrrec de presidenta de la junta directiva de l'Ad Council. Durant el seu mandat, Yaccarino es va associar amb l'administració Biden el 2021 per a crear una campanya de vaccinació contra la COVID-19 en la qual figurava el papa Francesc.
Linda Yaccarino va dimitir de NBCUniversal el 12 de maig del 2023, i aquell mateix dia l'empresari i bilionari Elon Musk va anunciar que Yaccarino seria la nova executiva en cap de dues de les seves companyies: X Corp. i Twitter. Pel que fa a aquesta darrera entitat, Musk va afirmar que Yaccarino «se centrarà principalment en les operacions comercials» mentre que ell hauria de dedicar-se «al disseny de productes i noves tecnologies de la xarxa social»